# Паташинский, Александр Захарович
Александр Захарович Паташинский (8 августа 1936, Витебск — 22 февраля 2020, Сиэтл, Вашингтон) — советский и американский физик. Доктор физико-математических наук (1968), профессор НГУ (1981), профессор по исследованию материалов Северо-Западного университета (Эванстоне, штат Иллинойс). Специалист в области квантовой теории поля, статистической физики и теории гравитации.

## Биография
Родился в Витебске Белорусской ССР в семье служащих. В 1960 году закончил Московский физико-технический институт (МФТИ) по специальности «Физика и техника низких температур». Затем продолжил обучение в аспирантуре по физике высоких энергий в Институте Капицы в Москве и в Институте теплофизики СОАН СССР в новосибирском Академгородке. В 1963 году защитил кандидатскую диссертацию по квантовой теории поля в Новосибирском научном центре под руководством Льва Ландау. В 1968 году защитил докторскую диссертацию по теме «Феноменологическая теория фазовых переходов II рода, основанная на гипотезе подобия».
Был научным сотрудником Института теплофизики (1960—1968) и Теоретического отдела Института ядерной физики им. Будкера (1968—1997). Также работал профессором физики и математики в Новосибирском государственном университете (1974—1992).
В сообщении о присуждении Кеннету Уилсону Нобелевской премии по физике в 1982 году, отмечен также важный вклад Паташинского, Майкла Фишера, Валерия Покровского и Лео Каданова в теорию фазовых переходов вблизи критических точек.
С 1991 года жил и работал за границей. В 1992 году он стал исследователем материалов/профессором Северо-Западного университета в Эванстоне, штат Иллинойс. Его работа по неравновесным критическим явлениям поддерживалась исследовательскими грантами НАСА, а его исследования полимерных материалов поддерживались компанией Dow Chemical Company.
Областями его исследований являются квантовая механика, статистическая физика, теория конденсированного состояния, физика высоких энергий, общая теория относительности, теория турбулентности, теория жидкостей и стекол. Он наиболее известен своим новаторским и фундаментальным вкладом в современную теорию фазовых переходов в сотрудничестве с Валерием Покровским, а также моделью коллективной трубки (англ. Collective Tube Model) в теории адроно-ядерных столкновений при высоких энергиях, приложениями теории распознавания образов к локальным структура жидкостей и фазовые переходы жидкость-жидкость.
Умер 22 февраля 2020 года от сердечной недостаточности в Сиэтле.

## Научный вклад
В 1962 и 1963 годах Паташинский, Валерий Покровский и Исаак Халатников решили задачу квазиклассического рассеяния в трёх измерениях. В 1963—1965 годах вместе с Валерием Покровским Паташинский разработал флуктуационную теорию фазовых переходов. Затем эта теория была применена к широкому кругу проблем фазового перехода, включая критическое замедление химических реакций, броуновское движение, электропроводность вблизи точки магнитного упорядочения, зародышеобразование в околокритических системах. Другие вклады Паташинского включают теорию гравитационного коллапса в несферически-симметричных системах, модель коллективной трубки для столкновений адронов с ядрами при высоких энергиях, неравновесные критические явления. С 1970 Паташинский и его ученики Б. Шумило, А. Митус, Л. Сон изучали локальную структуру жидкостей и стёкол, предсказывали фазовые переходы жидкость-жидкость с изменением этой структуры; это предсказание позже было подтверждено экспериментами.
В 1992 году вместе с Калле Левоном и Аллой Марголиной Паташинский предложил концепцию двойной перколяции для проводящих полимеров.

## Почести и награды
- Орден Трудовой Славы (СССР, 1990 г.)
- Почётная грамота за научные достижения (СССР, 1986 г.)
- премию Ландау АН СССР в 1983 году[11].

В 2003 году его избрали членом Американского физического общества.

## Публикации
- A. Z. Patashinskii, V. L. Pokrovskii, and I. M. Khalatnikov, "Regge poles in quasiclassical potential well problems, " Sov. Phys. JETP 17, 1387—1397 (1963).
- Patashinskiĭ, A. Z.; Pokrovskiĭ, V. L.; Shepherd, P. J. Fluctuation theory of phase transitions: covering second-order phase transitions, scale and conformal invariance, algebras of fluctuating quantities, degenerate systems, critical dynamics, epsilon expansions, renormalization group, and applications. — Pergamon Press, 1979. — ISBN 9780080216645.
- Levon, K.; Margolina, A.; Patashinsky, A. Z. (1993). Multiple percolation in conducting polymer blends. Macromolecules. 26: 4061–4063. doi:10.1021/ma00067a054.{{cite journal}}:  Википедия:Обслуживание CS1 (множественные имена: authors list) (ссылка)
- Patashinski, A. Z.; Mitus, A. C.; Ratner, M. A. (1997). Towards understanding the local structure of liquids. Physics Reports. 288: 409–434. doi:10.1016/S0370-1573(97)00035-5.{{cite journal}}:  Википедия:Обслуживание CS1 (множественные имена: authors list) (ссылка)
- Baytekin, H. T.; Patashinski, A. Z.; Branicki, M.; et al. (2011). The Mosaic of Surface Charge in Contact Electrification. Science. 333: 308–312. doi:10.1126/science.1201512. {{cite journal}}: Явное указание et al. в: |author= (справка)Википедия:Обслуживание CS1 (множественные имена: authors list) (ссылка)